# 西院站
西院站（日语：／ Saiin eki */?，日语：／ Sai eki */?）是位於日本京都府京都市，屬於阪急電鐵京都本線的鐵路車站和京福電氣鐵道嵐山本線的停留場。阪急的西院車站位於地下，其地上附近則為京福的西院車站。
本站的站名的漢字標記相同。但阪急讀作「さいいん」，京福則讀作「さい」。

## 站名
此站的所在地一帶在過去設有淳和院，淳和院的別名西院成為地名，並為站名所沿用，現時的地名則讀作「さいいん」。根據小澤嘉三《西院的歷史》（西院的歷史編輯委員會，1983年），原來讀作「さいいん」，平安時代起鎌倉時代（12 - 13世紀頃）的文書為「さいゐん」，弘安10年（1287年）的文書首次出現「さゐ」的稱呼，經考察後稱為「さい」。江戶時代這一帶的地名為「西院（さい）村」。戰國時代記述上杉本洛中洛外圖屏風，這裡附近的西院城（西院小泉城）明確記載為「さい（こいずみ）のしろ」。進入近代，當地發音依然使用「さい」。到了近代，與當地居民的稱呼不同，當時的自治體名（西院村）讀作「さいいん」，在軍隊點名時嚴格稱為「さいいん」，作為官方讀法的「さいいん」，1934年京都府告示正式將「さいいん」讀法官方化。然而，儘管官方文書並不支持，京福的站名當初稱為「さいん」，1933年（昭和8年）頃改為「さい」，還包括當地居民的證言收錄於書籍。

## 歷史

### 京福電氣鐵道
- 1910年（明治43年）3月25日：本站開業，站名為西院站，當時由嵐山電車軌道營運[6]。
- 1918年（大正7年）4月2日：公司合併，交由京都電燈經營的嵐山電鐵營運[6]。
- 1942年（昭和17年）3月2日：路線轉讓給京福電氣鐵道[6]。
- 2017年（平成29年）3月25日：嵐山方向月台移設[7]。

### 阪急電鐵
- 1928年（昭和3年）11月1日：隨著新京阪鐵道（日语：新京阪鉄道）的高槻町站（現在的高槻市站） - 京都西院站（現在的西院站）間延伸，本站開業[1]。
- 1930年（昭和5年）9月15日：公司合併，本站由京阪電氣鐵道新京阪線營運[1]。
- 1931年（昭和6年）3月31日：車站地下化，同時改名為西院站。新京阪線延伸至京阪京都站（現在的大宮站），本站成為中間站[1]。
- 1943年（昭和18年）10月1日：公司合併，由京阪神急行電鐵營運[1]。
- 1949年（昭和24年）12月1日：京阪神急行電鐵從京阪電氣鐵道分離。新京阪線改稱為京都本線[1]。
- 1973年（昭和48年）4月1日：公司名變更為阪急電鐵[1]。
- 2013年（平成25年）12月21日：導入車站編號[1]。
- 2017年（平成29年）3月25日：南北驗票口啟用[7]。
- 2019年（令和元年）6月1日：西驗票口移設至地下1樓。

## 車站構造

### 阪急電鐵
此站為對向式月台2面2線的地下車站，由於不設轉轍器與絶對信號機，因此被分類為停留所。

#### 月台配置
| 月台 | 路線     | 方向 | 目的地                                     |
| ---- | -------- | ---- | ------------------------------------------ |
| 1    | 京都本線 | 上行 | 京都河原町方向                             |
| 2    | 京都本線 | 下行 | 桂、高槻市、大阪梅田、天下茶屋、北千里方向 |

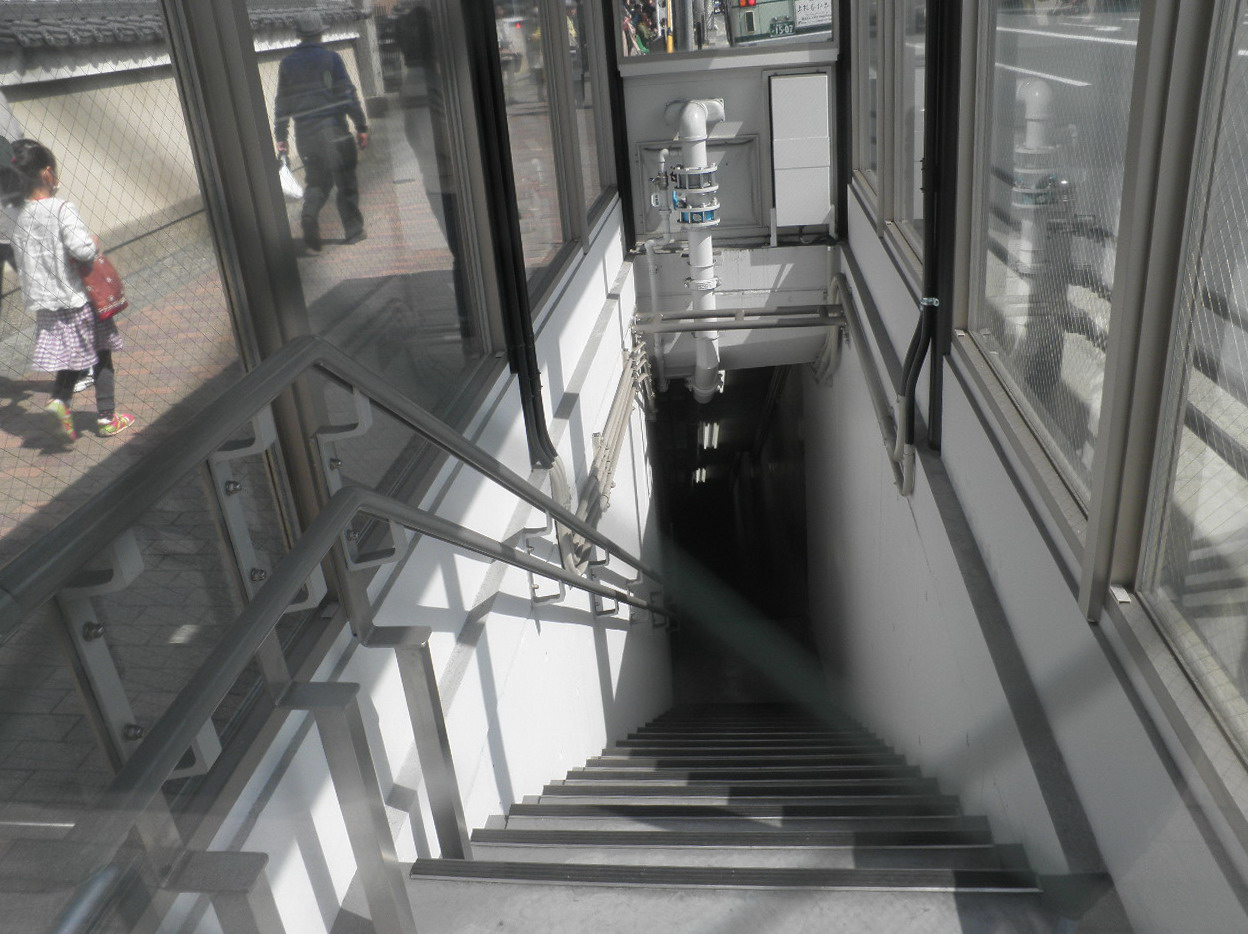
緊急避難用的階梯，位於四條通東側（平日早上為出口專用階梯）
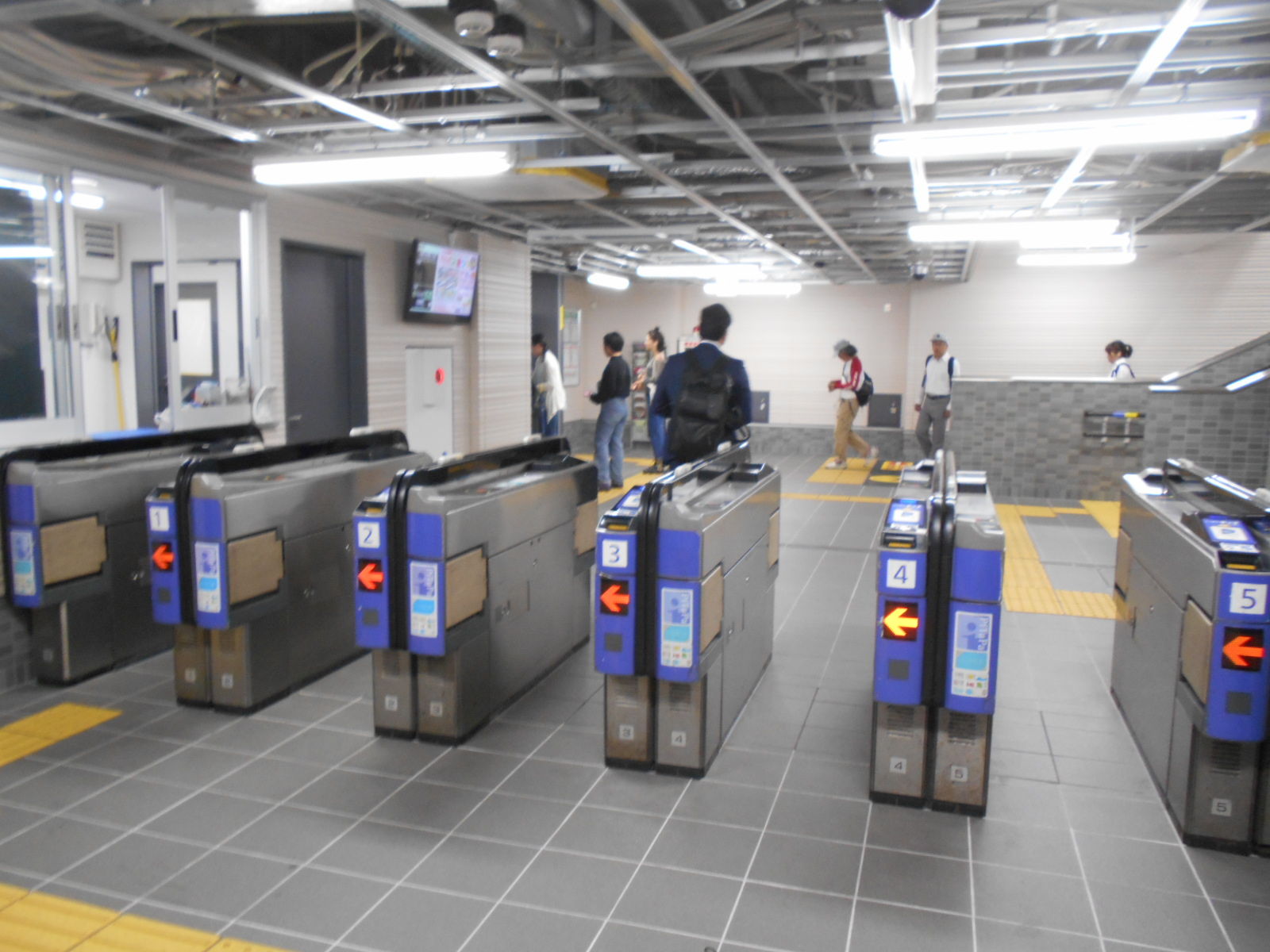
已地下化的西驗票口（2019年6月）

### 京福電氣鐵道
此站為對向式月台2面2線的地面車站。

#### 月台配置
| 月台     | 路線     | 方向 | 目的地             |
| -------- | -------- | ---- | ------------------ |
| （南側） | 嵐山本線 | 下行 | 嵐山、帷子之辻方向 |
| （北側） | 嵐山本線 | 上行 | 往四條大宮         |

## 使用情況
- 阪急電鐵 - 2019年全年平均上下車人次為40,522人[9]。
阪急電鐵所有車站排行第20位。

平日早晚使用人數較多。尤其是早上往河原町方向的列車有許多乘客下車，與閘口的樓梯只有一條。
- 京福電氣鐵道 - 2019年1日平均上下車人次為5,705人（年間2,088千人，根據京都市統計書推定）。

近年的1日平均上下車人次、上車人次如下表。
| 年度   | 阪急電鐵   | 阪急電鐵 | 京福電氣鐵道 | 京福電氣鐵道 |
| 年度   | 上下車人次 | 上車人次 | 上下車人次   | 上車人次     |
| ------ | ---------- | -------- | ------------ | ------------ |
| 1995年 |            | 25,158   |              | 1,090        |
| 1996年 |            | 39,156   |              | 1,145        |
| 1997年 | 50,090     | 25,227   |              | 1,136        |
| 1998年 | 48,619     | 22,539   |              | 1,063        |
| 1999年 | 49,474     | 24,128   |              | 994          |
| 2000年 | 48,079     | 23,126   |              | 923          |
| 2001年 | 45,395     | 22,068   |              | 893          |
| 2002年 | 43,808     | 21,558   |              | 865          |
| 2003年 | 43,625     | 21,367   |              | 873          |
| 2004年 | 42,801     | 20,901   |              | 947          |
| 2005年 | 43,115     | 21,246   |              | 1,208        |
| 2006年 | 42,419     | 21,071   |              | 1,210        |
| 2007年 | 43,315     | 21,739   |              | -            |
| 2008年 | 45,620     | 22,997   |              | 1,676        |
| 2009年 | 43,008     | 20,695   |              | 1,613        |
| 2010年 | 42,126     | 20,873   |              | 1,531        |
| 2011年 | 42,175     | 20,808   | 3,283        | 1,642        |
| 2012年 | 42,448     | 21,005   | 3,409        | 1,704        |
| 2013年 | 43,938     | 21,789   | 3,439        | 1,719        |
| 2014年 | 41,940     | 20,751   | 3,569        | 1,785        |
| 2015年 | 43,953     | 21,839   | 4,573        | 2,286        |
| 2016年 | 45,971     | 22,767   | 4,116        | 2,058        |
| 2017年 | 47,803     | 23,811   | 5,507        | 2,753        |
| 2018年 | 48,592     | 23,956   | 5,655        | 2,827        |
| 2019年 | 49,350     | 24,464   | 5,705        | 2,852        |

## 車站周邊

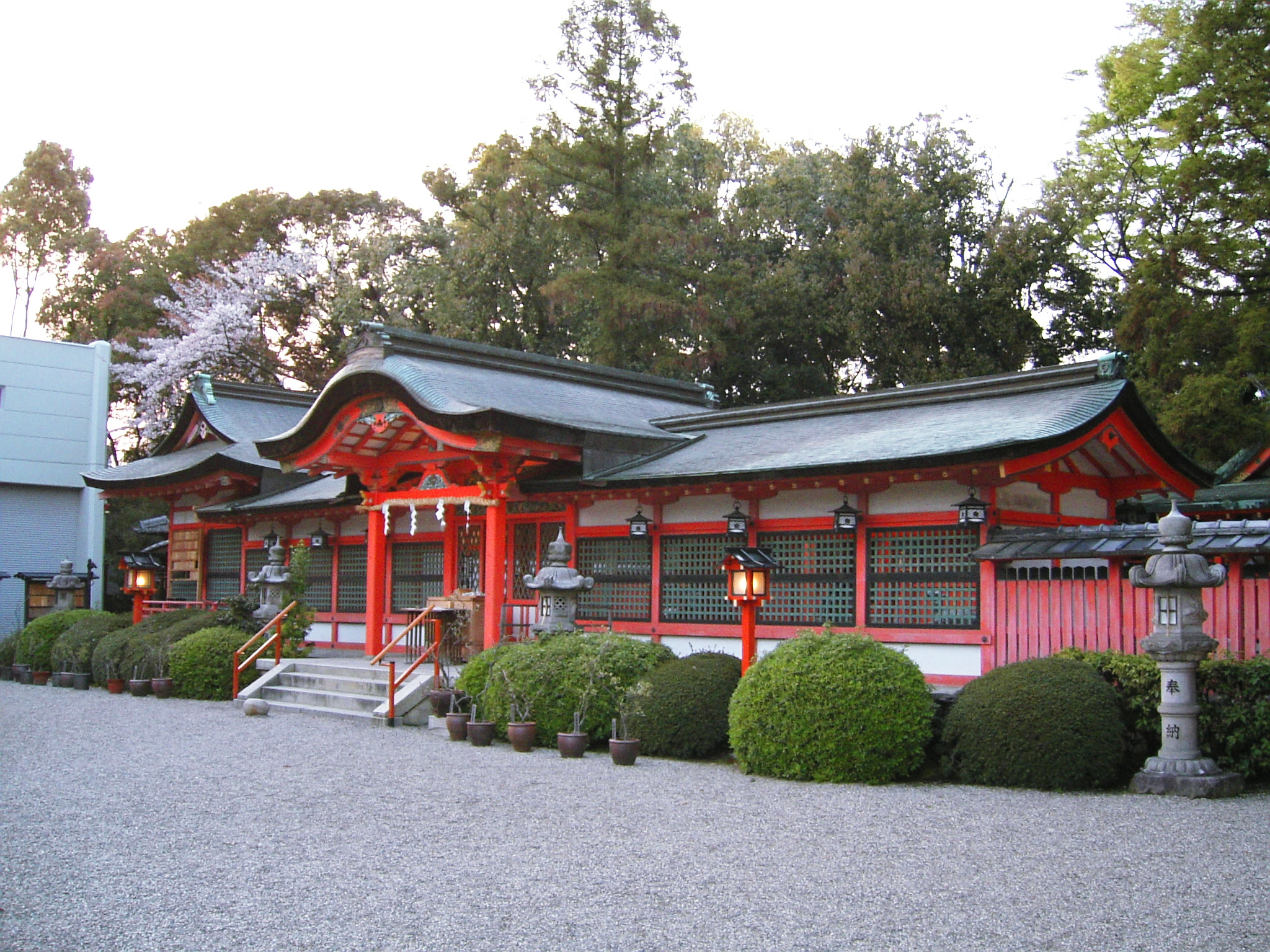
西院春日神社本殿

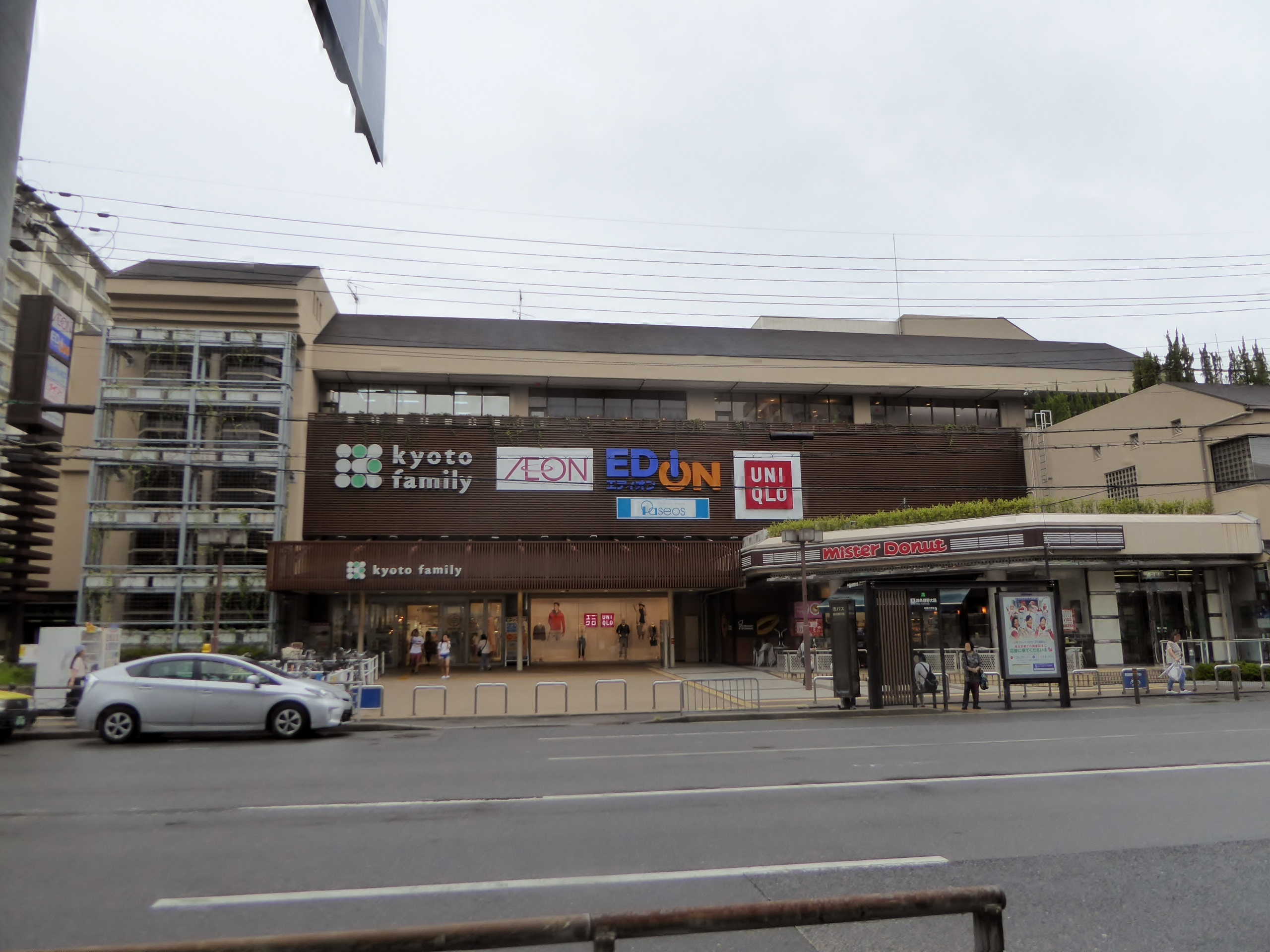
京都Family

- 西院春日神社（日语：西院春日神社）
- 高山寺 
  - 「淳和院跡」碑
- 京福電氣鐵道車庫
- 京都市立醫院
- 京都市衛生公害研究所
- 京都勞動者綜合會館
- 京都外國語大學
- 京都市立看護短期大學
- 京都市立西院小學校
- 京都市立朱雀第七小學校
- 京都西院郵局
- 京都四条乾郵局
- 右京郵局
- 三菱UFJ銀行 西院分行
- 京都銀行 西院分行
- 京都Family（日语：京都ファミリー）
- ÆON MALL京都五条
- 西大路通
- 四条通

## 相鄰車站
阪急電鐵
 京都本線
□快速特急A、■快速特急、■特急
通過
■通勤特急、■快速急行、■快速
桂（HK-81）－西院（HK-83）－大宮（HK-84）
■準急、■普通
西京極（HK-82）－西院（HK-83）－大宮（HK-84）
京福電気鉄道（嵐電）
 嵐山本線
四條大宮（A1）－西院（A2）－西大路三條（A3）

## 來源
1. 1 2 3 4 5 6 7 8  生田誠. . 懐かしい沿線写真で訪ねる. 彩流社. 2013: 4–6・44–45頁. ISBN 978-4-7791-1726-8.
2. 1 2 3  小沢嘉三『西院の歴史』西院の歴史編集委員会、1983年、pp.5 - 6
3. ↑  市町村自治研究会（監修）・日本加除出版編集部（編）『全訂 全国市町村名変更総覧』日本加除出版、2006年、p.817
4. ↑  『全国鉄道事情大研究 京都・滋賀篇』草思社、1992年Template:要ページ番号
5. ↑  『西院昭和風土記』西院昭和風土記刊行委員会、1990年、p.51
6. 1 2 3  曽根悟（監修）. 朝日新聞出版分冊百科編集部（編集） , 编. . 週刊朝日百科. 4号 京福電気鉄道・叡山電鉄・嵯峨野観光鉄道・京都市交通局. 朝日新聞出版. 2011-04-03: 8–9.
7. 1 2   (PDF). 京福電気鉄道/阪急電鉄. 2017-02-24  [2017-03-03]. （原始内容 (PDF)存档于2017-02-24）.
8. ↑  . 阪急ワールド全集 4. 阪急電鉄株式会社コミュニケーション事業部. 2001: 110. ISBN 4-89485-051-6.
9. ↑  駅別乗降人員 （页面存档备份，存于） - 阪急電鉄
10. ↑  .   [2020-05-27]. （原始内容存档于2017-05-17）.
11. ↑  京都府統計書「鉄道乗車人員」 （页面存档备份，存于）から各年の乗車人員を年度日数で除して算出。

## 外部連結
- 西院 - 阪急電鐵
- 西院 （页面存档备份，存于） - 「嵐電」（京福電氣鐵道）